# Candidodon
Candidodon is een geslacht van uitgestorven notosuchische Mesoeucrocodylia. Fossielen zijn gevonden in de Itapecuruformatie uit het Vroeg-Krijt van Brazilië.

## Naamgeving
De typesoort Candidodon itapecuruense werd in 1988 benoemd door Carvalho. De geslachtsnaam betekent 'stralend witte tand'. De soortaanduiding verwijst naar de herkomst uit de Itapecuruformatie.
Het holotype is MN 4154-V, een tand. Verschillende tanden zijn toegewezen. In 2002 werd een hele schedel gemeld. In 2004 werd een postcraniaal skelet toegewezen, specimen UFRJ-DG 114-R.

## Beschrijving
De schedel is zo'n vijftien centimeter lang. In bovenaanzicht is het profiel tongvormig en langgerekt. De oogkassen zijn zeer groot en staan laag. Een van de tanden in het bovenkaaksbeen is veel groter dan de overige.
Het geslacht wordt gekenmerkt door een bijzonder langwerpig paar choanae, interne neusgaten, in het verhemelte.

## Fylogenie
Het is het typegeslacht van de familie Candidodontidae, voor het eerst benoemd in 2004. Het werd aanvankelijk toegewezen aan de familie met het voorgestelde zustergeslacht Mariliasuchus, maar een recente fylogenetische analyse heeft aangetoond dat Mariliasuchus in plaats daarvan dichter bij Comahuesuchus kan zijn dan bij Candidodon en dus lid is van de familie Comahuesuchidae. Als dit waar is, zou Candidodon het enige lid zijn van de familie Candidodontidae.